# 登録販売者
登録販売者（とうろくはんばいしゃ）は、2009年（平成21年）の規制改革で改正された医薬品、医療機器等の品質、有効性及び安全性の確保等に関する法律（改正薬事法）、で新設された一般用医薬品販売に関わる資格である。2019年（令和元年）日本チェーンドラッグストア協会は、名称を登録販売者から医薬品登録販売者（いやくひんとうろくはんばいしゃ）へと変更することを協会として主張している。
資格種類として、文部科学省が発行する国家資格一覧は「都道府県が試験を行う国家資格」として記載し、厚生労働省の国家資格一覧には記載していないが、総務省の国の資格制度一覧の中では厚生労働省が所管する137制度の一つになっている。都道府県知事から認定され国が任用する公的資格とも捉えられるため、国家資格であるか否かはよく議論となる。
改正薬事法は販売制度として、一般用医薬品の販売に従事する者（法4条5項の1、法36条8項、法36条9項）と定め、資質の確認（法36条8）のために都道府県知事が厚生労働省令の定めにより行う試験（規則159条関連）に合格する必要がある。受験資格は法改正により2015年4月1日以降は学歴と実務経験が不要だが、合格して販売従事登録後に2年間の実務実績を経て正規の登録販売者となる。
動物用医薬品は別途販売許可申請を要するが、登録販売者試験合格者は販売従事登録して販売可能となる。特に設けられていた「動物用医薬品登録販売者試験」は、需要が低く東京都で平成23年度1月に実施されたのみで、平成27年4月に登録販売者試験へ統合されて廃止された。
下記にて触れているように、嘗ては学歴や実務経験などが受験資格に含まれていたが、現在は廃止されたので誰でも受験できる。そのため、知識・経験共に不十分な状態で形式的に資格者となってしまうことから、能力上の問題で業務に支障をきたすことが多い。それを補うために外部研修制度が導入されており、ある程度は定期的に勉強の機会が得られるものの、知識の維持や説明能力に自信が持てない者などが資格者としての重圧に耐えられずに離職し、結果的に登録販売者を廃業するケースも珍しくない。このため、受験資格を廃止した現行制度に疑問を呈する声が根強い。

## 概要
2009年6月1日に施行された資格で、都道府県が実施する試験に合格して医薬品の販売に従事する店舗の所在地の都道府県に販売従事登録をした者、を指す。薬剤師とともにドラッグストア、薬局、薬店などで一般用医薬品を販売し、すでに薬種商販売業として営業する者は登録販売者試験に合格した者とみなされ、薬種商販売業者は平成9年（1997年）時点で17,600余名であった。平成20年度から平成26年度（旧制度）の受験者総数は296,780名、合格者数は153,710名、平成24年度末で各都道府県に登録する登録販売者は121,137名である。　
登録販売者制度が制定される以前から、薬剤師不在店舗も一定の実務経験のうえ都道府県知事の行う薬種商販売業認定試験に合格した者は、指定医薬品をのぞく一般用医薬品を販売することができた。薬種商販売業認定試験の受験は許可基準の「人的要件」と「物的要件」の二つが前提条件となるため、個人より店舗と同時に付される性質が強かった。
2006年の薬事法改正で薬種商販売業制度が廃止され、登録販売者制度が創設され、実務経験などの条件を満たせば受験制限は無く個人資格となった。一般用医薬品の95パーセント (%) 以上が第二類（指定第二類含む）および第三類医薬品に指定されることから、ドラッグストアチェーンなどが店舗網の拡大、24時間販売、薬剤師を調剤に専従させて負担軽減などを目的に社員の受験を促している。
店舗販売業の許可を得るには、第一類医薬品を扱う店舗は薬剤師を、第二類（指定第二類含む）および第三類医薬品のみを扱う店舗は薬剤師又は登録販売者を、それぞれ店舗管理者としなければならない。店舗管理者は他店舗の兼任はできず、非常勤者であってはならない。非常勤の有無は問わなくなった。経験も問わなくなった。2020年現在。
実際に医薬品を販売する際は原則店舗で対面によらなければならない。店舗による販売（薬局開設者又は店舗販売業者）は店頭における販売に限られず、薬事法に基づき許可された薬局または店舗販売業が、予めその所在地や許可番号を明示するなど一定の条件の下で購入者の求めに応じて医薬品を配送するなど、店舗を拠点とした販売は可能であったが、平成26年6月12日施行の販売制度に「特定販売」が規定され、ネット販売・電話販売・カタログ販売は実店舗を前提とする申請・届出（法第37条1項及び規則第1条第2項4号）が必要となった。
試験合格後に登録販売者として一般用医薬品の販売又は授与に従事しようとするときは、最初に従事する都道府県で販売従事登録をする必要がある。複数の都道府県で販売従事登録できないが、従事登録後は全国で販売従事できる。店舗管理者権限制度は廃止され、後継制度として最近5年間のうち登録販売者としての実働実績が2年以上を達することによって正規の登録販売者としての権限を有する制度が制定された。（試験合格前の一般従事者としての実働実績も含まれる、合格後と合算して2年以上を達すれば良い）直近5年間のうち登録販売者としての実働実績が2年未満の者は研修扱いとなり、正規扱いの登録販売者に比べて権限が制限され、正規扱いの登録販売者の立ち会いの下でなければ自身のみで店舗運営や閉店作業なども認められない。
登録申請は申請者が薬局開設者又は医薬品の販売業者でないときは、雇用（使用）関係を証するものを要する。申請者自身が販売業者として業を成さない場合は、何れかの店舗の雇用関係書類を要する。（改正薬事法<36条の8>及び施行規則<159条7>）。
販売する医薬品は、一般用医薬品のうち第二類医薬品（指定第二類含む）及び第三類医薬品に限られ、販売業だが職業区分上は医薬品を取り扱う専門家として医薬関係者とされ、要指導医薬品、一般用医薬品、医療用医薬品全てを扱える薬剤師に医療用医薬品との相互作用を相談した上で医薬品接客をする必要がある。
薬種商から発展する形で新設された比較的新しい資格であるため、薬剤師のような確立された制度が整っているとは言い難く、さまざまな制度が頻繁に改定・廃止されている。特にコンビニ大手やネット通販大手などが行政に働きかけると大した熟慮もされないまま比較的簡単に制度が改定・廃止されるなど、政治の影響を受けやすい傾向にあるため、安易な改定・廃止には批判的な意見も多い。

### 評価・活用
本制度は、コンビニエンスストアやスーパーマーケットの医薬品販売を容易にして医療費を抑制する目的だが、コンビニは実務経験の要件や営業時間の制約から、登録販売者の確保が難しく、医薬品を取り扱う店舗は2018年現在でローソンが全体の1.2％、セブン-イレブンやファミリーマートは0.5％未満に留まる。
一方で、一般用医薬品販売に長けたドラッグストアや薬局・調剤薬局は、登録販売者の採用を増やして出店攻勢をかけた結果、2009年から10年間でコンビニエンスストア以上に成長した。

## 販売・情報提供できる医薬品の範囲
一般従事者、登録販売者、店舗管理者、の立場がある。
販売できる医薬品は2類(指定2類含む)・第3類の医薬品である。第1類医薬品、要指導医薬品、医療用医薬品（処方薬）の販売は、従前のとおり、その店舗において医薬品の販売又は授与に関する業務に従事する薬剤師に限られる。第2類医薬品（指定第2類含む）は情報提供の努力義務が課せられている。第3類医薬品は法律上の情報提供の義務付けはないものの、客からの相談に応ずる義務があり、営業時間中は薬剤師または登録販売者を常駐させなければならない。一般従事者は、薬剤師（第1類・第2類<指定第2類含む>・第3類医薬品）または登録販売者（第1類医薬品を除く、指定第2類・第2類・第3類医薬品）の管理・指導の下であれば対面で販売授与は可能であったが、改正省令（平成26年6月12日施行）により一般従事者による販売・授与・情報提供は削除された。医薬品の代金精算等、必ずしも薬剤師又は登録販売者が行う必要のない業務に限り行うことが可能である。
第1類医薬品を販売し、又は授与する薬局等において薬剤師を店舗管理者とすることができない場合に、過去5年間のうち下記の期間が通算して3年以上である登録販売者を、店舗管理者とすることができる。
1. 下記いずれかの薬局等で登録販売者として業務に従事した期間
  1. 要指導医薬品若しくは第1類医薬品を販売し、又は授与する薬局
  2. 薬剤師が店舗管理者である要指導医薬品若しくは第1類医薬品を販売し、又は授与する店舗
  3. 薬剤師が区域管理者である第1類医薬品を配置販売する区域
2. 下記いずれかで管理者として業務に従事した期間
  1. 第1類医薬品を販売し、又は授与する店舗の店舗管理者
  2. 第1類医薬品を配置販売する区域の区域管理者

この期間は月単位で計算し、1か月に80時間以上実務又は業務に従事した場合に、従事したものと認められる。
「薬局並びに店舗販売業及び配置販売業の業務を行う体制を定める省令」（厚生労働省令第98号）が平成29年9月26日に公布・施行され、薬局における薬剤師不在時の一般用医薬品の取扱いの見直しがあった。「規制改革実施計画」（平成28年6月2日閣議決定）で、「患者本位の医薬分業の推進を前提とし、薬局の調剤応需体制の確保とのバランスなどを考慮しつつ、薬局において、薬剤師不在時にも登録販売者が第二類・第三類医薬品を販売することができるよう、業界関係者の意見を幅広く聴取した上で、規制を見直す。」とされたことを踏まえたもので、薬局で調剤に従事する薬剤師が当該薬局以外の場所において当該薬局の業務を行うため不在となる場合にも、薬局を営業できるようにするため、第一条「薬局の業務を行う体制」に下記の項が新設された。

第一条の1の八　薬剤師不在時間内は（中略）薬局の管理を行う薬剤師が、薬剤師不在時間内に当該薬局において勤務している従事者と連絡ができる体制を備えていること。

第一条の2の四　薬剤師不在時間がある薬局にあっては、薬剤師不在時間における薬局の適正な管理のための業務に関する手順書の作成及び当該手順書に基づく業務の実施—厚生労働大臣、厚生労働省令第98号

### 薬局と医薬品販売業
| 業態        | 調剤 可否 | 販売する医薬品の品目                                               | 販売方法 | 分割販売 (零売)の可否 | 許可権者 |
| ----------- | --------- | ------------------------------------------------------------------ | -------- | --------------------- | --- |
| 薬局※       | 可        | すべての医薬品 薬剤師不在時は、登録販売者により二類・三類の販売可  | 店舗販売 | 可                    | 所在地の都道府県知事 |
| 店舗販売業  | 否        | 一般用医薬品 （薬剤師：第一・二・三類） （登録販売者：第二・三類） | 店舗販売 | 可                    | 店舗ごとに、その店舗の所在地の都道府県知事（所在地が保健所を設置する市または特別区の区域にある場合においては、市長または区長） |
| 配置販売業  | 否        | 一般用医薬品 （薬剤師：第一・二・三類） （登録販売者：第二・三類） | 配置販売 | 否                    | 配置しようとする区域をその区域に含む都道府県ごとに、その都道府県知事                                                           |
| 卸売販売業※ | 否        | すべての医薬品                                                     | 規定なし | 可                    | 営業所ごとに、その営業所の所在地の都道府県知事                                                                                 |

- ※卸売販売業は、医薬品を薬局や他の医薬品の販売業、製薬企業または医療機関等に対して販売する業態であり、業として一般の生活者に対して直接医薬品の販売等を行うことは認められない。

### リスク区分に応じた情報提供
| リスク区分             | 対応する専門家         | 購入者側から質問等がなくても行う 積極的な情報提供 | 購入者からの 相談対応 |
| ---------------------- | ---------------------- | ------------------------------------------------- | --------------------- |
| 医療用医薬品（処方薬） | 薬剤師                 | 書面を用いた情報提供及び指導を義務付け            | 義務                  |
| 要指導医薬品           | 薬剤師                 | 書面を用いた情報提供及び指導を義務付け            | 義務                  |
| 第一類医薬品           | 薬剤師                 | 書面を用いた情報提供を義務付け※                   | 義務                  |
| 第二類医薬品           | 薬剤師または登録販売者 | 努力義務                                          | 義務                  |
| 第三類医薬品           | 薬剤師または登録販売者 | 不要（薬事法上の規定は特になし）                  | 義務                  |

- ※購入者から説明を要しない旨の意思表明があった場合は、この限りではない（薬機法第36条の10の6）。

### 店舗管理者
| リスク区分   | 店舗管理者                        |
| ------------ | --------------------------------- |
| 第一類医薬品 | 薬剤師・業務三年以上の登録販売者※ |
| 第二類医薬品 | 薬剤師または登録販売者            |
| 第三類医薬品 | 薬剤師または登録販売者            |

- ※薬剤師の管理指導のもとでの業務3年以上であることが条件（医薬品、医療機器等の品質、有効性及び安全性の確保等に関する法律[18]第28条及び同施行規則[19]第140条関係）

### 管理
店舗管理者による管理が主だが、店舗管理者が直接管理しない退店時などの場合は、店舗管理者以外の薬剤師または登録販売者により記録・報告を伴う代行管理が可能だったが、2015年4月1日以降は店舗管理者権限制度は廃止され、薬剤師以外は正規の登録販売者による管理が必要になった。

## 受験資格
- 【学歴・年齢】　平成27年4月1日以降の試験より不問となった。
  - 資格制度発足に先駆けて行なわれた平成21年8月の第1回試験から平成27年3月31日までに行なわれた旧制度下での試験では、高等学校卒業もしくはそれと同等の資格を持つ者[注 4]という学歴制限があった。ただし、実務経験やその他の条件を満たしていれば、高卒の学歴またはそれと同等の資格を持たない中卒者でも受験可能とする自治体もあった。
- 【実務経験】　不問。誰でも受験することができる。
  - 資格制度発足に先駆けて行なわれた平成21年8月の第1回試験から平成27年3月31日までに行なわれた旧制度下での試験では、1ヶ月あたり80時間以上の実働を12ヶ月（1年間）以上積んだ者という実務制限があった。しかし、この旧制度下における実務経験は医薬品販売企業（ドラッグストアや薬局など）に直接雇用されている者に限られており、派遣会社を介して勤務している者は派遣会社に所属する従業員として扱われるため、同じ条件で勤務しても実務経験として認められなかった。また、医薬品販売企業に勤務していれば普段は販売に直接関与しない者[注 5]にも受験資格が与えられていた。

## 試験
| 試験項目                           | 出題数(問) | 時間(分) |
| ---------------------------------- | ---------- | -------- |
| 医薬品に共通する特性と基本的な知識 | 20         | 40       |
| 人体の働きと医薬品                 | 20         | 40       |
| 主な医薬品とその作用               | 40         | 80       |
| 薬事関係法規・制度                 | 20         | 40       |
| 医薬品の適正使用・安全対策         | 20         | 40       |
| 合 計                              | 120        | 240      |

厚生労働省『登録販売者試験実施ガイドライン』作成検討会報告書、薬事法施行規則改正案によって開始された。
試験実施の方法、問題数、試験時間、合格基準は、登録販売者試験実施要領に定められている。旧制度の薬種商認定試験は薬種商販売業を参照。
原則として年1回改訂し厚生労働省が通知する「試験問題作成の手引き」および「例題」に準拠して都道府県が問題を作成し試験を実施する。試験施行公告後に改訂があった場合は、その部分は出題されない。都道府県が共同して試験問題を作成することは、都道府県によって難易度等に格差を生じさせないためには効果的な方法であり、共同して試験問題を作成した都道府県については、同日に実施する必要がある。現在では、47都道府県を10のブロックに分けて試験を実施している（年度によってブロック分けが変化することはある）。住所や勤務地に関係なく全国どこの都道府県でも受験可能で、異なるブロックであれば同一年度内に複数回の受験も可能。合格後は従事する都道府県の知事に登録申請する。
試験は（マークシート方式の）筆記試験で、右記の分野について出題される。合計で7割程度の正答が求められ、なおかつ、各項目ごとにも都道府県知事の定める一定（3割5分 - 4割以上）の得点が必要とされる。
第1回試験
2008年（平成20年）8月12日から10月24日にかけて、全国で実施された。合格者総数約4万人、総受験者数約6万人、合格率は約68%となった。
第2回試験
2008年12月25日以降実施。第1回試験と異なり、都道府県によってバラつきがある。
平成30年度試験
2018年8月19日から12月9日にかけて8回行われ、受験手数料は13,000円～18,100円。延べ65,433人が受験し、合格率は41.3%。

### 不正受験
幾つかの不正受験事案がある。
替え玉受験によって処分を受けた例
- 奈良県で2009年1月に行われた第2回試験で、年配受験者が20代の男性に“変装”して受験し、変装を試験監督官に見破られて試験が無効、後に行政処分として刑事告訴され、逮捕された。この年配受験者は自分の息子に資格を与える目的で息子に変装して受験に臨んだ旨を供述している。この年配受験者本人は2008年8月実施の第1回試験に合格していた。

不正な実務経験証明の発行により、合格取消し処分となった例
- 平成20年度神奈川県[27]
- 平成22年度大阪府[28]。
- 栃木県保健福祉部薬務課は、2009年8月に同県が実施した登録販売者試験の合格者のうち、受験資格に必要な1年間の実務経験を満たしていない受験者があったことが判明したとして、当該者1人の登録販売者試験の合格取り消しと、販売従事登録の消除を行ったと発表した。
- 福島県薬務課は、2010年8月に同県が実施した登録販売者試験で、受験者2人が提出した受験申請書類「実務経験（見込み）証明書」の偽造が判明したとして、当該者の合格取り消しを発表した。県薬務課によると、処分対象者は必要な実務経験がないにもかかわらず、事実と異なる書類を提出し、試験に合格していたという。
- 奈良県において平成22年（2010年）8月26日実施した登録販売者試験において、受験資格である実務経験証明書の虚偽記載が、9月1日に大阪府薬務課からの情報提供により判明した[29][30]
- 和歌山県薬務課は平成24年3月14日、ウエダ薬局（本社海南市、上田文亮社長）に対し、登録販売者試験受験に必要な実務経験証明書に従事時間の水増しなど虚偽の証明書を発行したとして、同日付けで同社従業員10人の受験無効・試験合格取り消し、不合格者5人の受験無効、既に販売従事登録を行った8人の消除の処分を行った[31]。
- 厚生労働省は平成24年11月3日、西友が登録販売者試験受験に必要な実務経験証明書に従事時間の水増しなど虚偽の証明書を大量に発行したと公表した[32]。11月6日 西友は不正の事実を認め謝罪した。西友は19都道府県で282人分の実務経験の時間を長く偽るなどしたうその証明書を発行し、そのうち200名が合格、2012年8月末時点で70店舗、101人が販売業務に従事し、不正発覚後は2店で販売休止、45店で営業時間を短縮していた。西友の金山亮執行役員は不正が会社による組織ぐるみである可能性は否定した。厚生労働省がそれまでに不正で認可を取り消したのはそれまでで計168人で、西友による不正は過去最大規模になると見られる[33][34][35]。
- 神奈川県薬務課は平成24年11月15日医薬品の登録販売者試験で虚偽の実務経験証明書が大量に発行されていた問題で、県内でドラッグストア「フィット・ケア・デポ」を運営するカメガヤ（横浜市港北区）でも業務内容や期間を偽った証明書を受験する社員に発行していたことが15日、県薬務課などの調べで分かった。受験資格には１年以上、毎月80時間以上医薬品販売業務に従事する必要があるが、同社は業務時間などを満たしていない社員にも証明書を発行していた。同社によると、不正な証明書の発行枚数は、過去4年間で416枚。1都7県で約190人が不正に合格していた[36]。

なお、前述のとおり、2015（平成27)年度より「学歴・実務経験問わず受験可能」となっている。

## 歴史

### 2009年6月1日制定
制度が導入される。第1回試験は、関東地方および甲信越地方で2008年8月12日に実施されたのをはじめ、8月中旬から10月下旬にかけて各地方で順次実施された。
導入当初は以下の受験資格要項が存在した。
薬事法施行規則（第159条の5の2）により、登録販売者試験を受けようとする者は、次の各号の一に該当する者でなければならない。
1. 旧大学令に基づく大学及び旧専門学校令に基づく専門学校において薬学に関する専門の課程を修了した者
2. 平成十八年三月三十一日以前に学校教育法 に基づく大学（短期大学を除く）に入学し、当該大学において薬学の正規の課程を修めて卒業した者
3. 平成十八年四月一日以降に学校教育法 に基づく大学に入学し、当該大学において薬学の正規の課程（同法第八十七条第二項 に規定するものに限る）を修めて卒業した者
4. 旧制中学若しくは高等学校又はこれと同等以上の学校を卒業した者であつて、一年以上、一般販売業（卸売一般販売業を除く）、薬種商販売業，薬局又は店舗販売業若しくは配置販売業において薬剤師又は登録販売者の管理及び指導の下で実務に従事した者
5. 高等学校未卒業、もしくは、高等学校卒業同等資格を持たない者は、四年以上、一般販売業（卸売一般販売業を除く）、薬種商販売業，薬局又は店舗販売業若しくは配置販売業において薬剤師又は登録販売者の管理及び指導の下に実務に従事した者
6. 前各号に掲げる者のほか、一般用医薬品の販売又は授与に従事しようとするに当たり前各号に掲げる者と同等以上の知識経験を有すると都道府県知事が認めた者

#### 上記の規則により以下も受験資格に含む
1. 6年制薬学部又は旧4年制薬学部等の卒業者
2. 上記の者と同等以上の知識経験があると都道府県知事が認めた者
3. 旧大検および高等学校卒業程度認定試験の合格者で、かつ、1年間の実務経験のある者
4. 外国薬学校卒業者
5. 高等学校卒業程度認定試験の合格者であって、1年以上薬局、一般販売業（卸売一般販売業を除く）、薬種商販売業、配置販売業又は店舗販売業の実務に従事した者

#### 受験資格及び試験を免除する者
（平成27年5月31日までの間の経過措置）
- 受験資格について

1年間の実務経験を求めることとする。なお、実務経験については、専門家である薬剤師又は登録販売者の管理・指導の下、医薬品の販売等の現場において、医薬品の取扱いを知ることや、購入者等からの要望を聞きそれを専門家に伝えて応答の仕方を知ることなどを内容とする。また、実務経験の確認は、受験資格として求める内容を伴ったものであることを客観的に証明できる方法によることとする。
- 学歴及び実務経験について

高校卒業程度を求めることとする。なお、高校卒業程度の要件を満たさない場合（中学卒業）には、高校卒業程度の代わりに３年間の医薬品の販売に関する実務経験を有していることを求めることとする。
- 試験を免除する者について

登録販売者試験を免除する者に該当するものは設けないこととする。なお、薬学教育における6年制課程の卒業者の受験資格については、実務経験は求めないこととする。

#### 実務経験証明（書）
- ア 実務経験は、薬局開設者、一般販売業者（卸売一般販売業者を除く。以下同じ）、薬種商販売業者、配置販売業者又は店舗販売業者が証明すること。受験者と開設者が同一人である場合は、自ら証明する。なお、「管理者氏名」については、平成21年5月31日以前の実務経験又は既存一般販売業、既存薬種商、旧薬種商、既存配置販売業における実務経験を証明する場合では不要で、二重線で消す。
- イ 「許可番号」は、受験申込者が証明に係る業務を行った薬局、店舗又は配置販売業の許可番号を記入。
- ウ 見込証明でない場合は，標題の「(見込)」を二重線で消す。
- エ 受験日前日までに実務経験の要件を満たす場合は、申請時に「実務経験(見込)証明書」を提出し、「実務経験証明書」を受験願書提出先に提出。
- オ 実務経験は、次の(1)～(7)のすべての業務内容を経験し，業務期間は1箇月に80時間以上、継続して従事していた期間です。なお，廃業といった申請者の責によらない理由の場合は，業務期間を合算することができる。パート・アルバイト等の雇用形態は問いません。原則として1ヵ所での勤務であること。複数ヵ所での勤務が認められるのは、人事異動や廃業など受験者の責に因らない場合で、知事がやむを得ないと認めた場合のみ。転職や個人的引っ越しによるものは不可。また、複数店舗にまたがっての勤務は認められない。

開設者の発行する証明書が得られること。死亡した個人や消滅した法人などでは認められないことがある。ただし、派遣社員は開設者との雇用関係がなく、認められない。また、調剤事務、配送等、直接販売に従事しない職種は認められない。
※2012年（平成24年）4月1日から、実務経験証明の追加要件として、当該証明に関する勤務簿の写し又は「これに準ずるもの」を必要とすることとなった。なお、「これに準ずるもの」としては、労働基準法の規定により作成される賃金台帳、労働時間の記録に関する書類（出勤簿、タイムカード等）等、薬事に係る法令以外の法令の規定により、労働時間に関する記録が客観的に確認できるものを指す。ただし、実務経験の証明者が個人事業主であって、各種法令の規定による記録の提出が困難である場合には、営業日報等をこれに準ずるものとして取り扱って差し支えない。
- (1) 主に一般用医薬品の販売等の直接の業務
- (2) 一般用医薬品の販売時の情報提供を補助する業務又はその内容を知ることができる業務
- (3) 一般用医薬品に関する相談があった場合の対応を補助する業務又はその内容を知ることができる業務
- (4) 一般用医薬品の販売制度の内容等の説明の方法を知ることができる業務
- (5) 一般用医薬品の管理や貯蔵に関する業務
- (6) 一般用医薬品の陳列や広告に関する業務
- (7) 薬剤師又は登録販売者の管理・指導の下で行っていた業務

※（7）については、平成21年5月31日以前の実務経験又は既存一般販売業、既存薬種商、旧薬種商、既存配置販売業における実務経験を証明する場合では不要で、二重線で消す。

### 2015年4月1日改正
受験には学歴、実務経験とも不要となった。
それに伴い学生など若年での受験者も見られており、2022年度の試験では新潟県で小学校4年生が受験して合格している。

## 外部研修制度
平成21年6月の制度施行後、平成23年度までは研修制度が無かったが、平成24年度より外部研修制度が制定された。その背景には試験制度の欠陥が指摘されたことにある。そもそも、受験資格を得るには「1ヶ月間の実働80時間以上における12ヶ月以上の勤続」という労働者としての実務経験を積む必要があった。この受験資格自体はそれほどハードルは高くない。ただし、それ故にしっかりとした実務経験を積まないまま受験資格だけを得ることによって試験に合格しても、実際には現場経験が少ない（または皆無）が故に商品の説明や選択の判断に窮するなど、知識・経験共に不十分のまま資格者になってしまう事例が多く散見された。これらの経緯から、平成24年度より外部研修制度が導入された。1回につき、5講座（4講座は座学、1講座は確認試験）を計6時間かけて実施。それを年度内に2回、合計12時間かけて行うことになっている（前後期に分けられ、前期は4月～9月、後期は10月～翌年3月とし、前後期に1回ずつ計2回）。平成24年度に関しては新制度導入に際し特例で前期か後期の1回計6時間の受講で良しとされた。
外部研修は様々な会場で行われる。比較的広めの民営の貸し会議室・公会堂などのイベントホール・横浜市開港記念会館などの歴史的建造物（国の重要文化財）などで開催されることもあれば、学校の視聴覚室・自動車教習所の講義室などで開催されることもある。

## 第1回試験概要
今後の参考の一環として、ここでは第1回試験の概要を示す。
桃色の数字は、47都道府県中、最高合格率

緑色の数字は、47都道府県中、最低合格率
| 地方名     | 都道府県名 | 試験日  | 合格率 | 地方名   | 都道府県名 | 試験日   | 合格率 |
| ---------- | ---------- | ------- | ------ | -------- | ---------- | -------- | ------ |
| 北海道地方 | 北海道     | 8月20日 | 54.8%  | 近畿地方 | 福井県     | 8月31日  | 64.1%  |
| 東北地方   | 青森県     | 8月20日 | 53.1%  | 近畿地方 | 滋賀県     | 8月31日  | 55.6%  |
| 東北地方   | 秋田県     | 8月20日 | 52.9%  | 近畿地方 | 京都府     | 8月31日  | 65.6%  |
| 東北地方   | 岩手県     | 8月20日 | 43.0%  | 近畿地方 | 大阪府     | 8月31日  | 70.1%  |
| 東北地方   | 山形県     | 8月20日 | 47.5%  | 近畿地方 | 和歌山県   | 8月31日  | 54.5%  |
| 東北地方   | 宮城県     | 8月20日 | 53.6%  | 近畿地方 | 奈良県     | 8月31日  | 61.0%  |
| 東北地方   | 福島県     | 8月20日 | 52.2%  | 近畿地方 | 兵庫県     | 8月31日  | 61.5%  |
| 関東地方   | 群馬県     | 8月12日 | 77.6%  | 中国地方 | 岡山県     | 8月26日  | 77.4%  |
| 関東地方   | 栃木県     | 8月12日 | 71.1%  | 中国地方 | 広島県     | 8月26日  | 80.7%  |
| 関東地方   | 茨城県     | 8月12日 | 73.8%  | 中国地方 | 島根県     | 8月26日  | 67.0%  |
| 関東地方   | 埼玉県     | 8月12日 | 77.0%  | 中国地方 | 鳥取県     | 8月26日  | 80.2%  |
| 関東地方   | 東京都     | 8月12日 | 82.3%  | 中国地方 | 山口県     | 8月26日  | 82.3%  |
| 関東地方   | 神奈川県   | 8月12日 | 84.5%  | 四国地方 | 香川県     | 10月25日 | 37.9%  |
| 関東地方   | 千葉県     | 8月12日 | 80.0%  | 四国地方 | 徳島県     | 10月25日 | 39.1%  |
| 甲信越地方 | 山梨県     | 8月12日 | 66.6%  | 四国地方 | 愛媛県     | 10月25日 | 36.9%  |
| 甲信越地方 | 長野県     | 8月12日 | 75.5%  | 四国地方 | 高知県     | 10月25日 | 44.9%  |
| 甲信越地方 | 新潟県     | 8月12日 | 75.3%  | 九州地方 | 福岡県     | 8月24日  | 63.2%  |
| 北陸地方   | 石川県     | 9月17日 | 70.6%  | 九州地方 | 佐賀県     | 8月24日  | 55.7%  |
| 北陸地方   | 富山県     | 9月17日 | 56.2%  | 九州地方 | 大分県     | 8月24日  | 54.5%  |
| 東海地方   | 静岡県     | 9月17日 | 69.0%  | 九州地方 | 宮崎県     | 8月24日  | 63.9%  |
| 東海地方   | 愛知県     | 9月17日 | 74.7%  | 九州地方 | 熊本県     | 8月24日  | 62.9%  |
| 東海地方   | 岐阜県     | 9月17日 | 73.4%  | 九州地方 | 長崎県     | 8月24日  | 52.6%  |
| 東海地方   | 三重県     | 9月17日 | 69.5%  | 九州地方 | 鹿児島県   | 8月24日  | 56.6%  |
|            |            |         |        | 沖縄地方 | 沖縄県     | 8月24日  | 47.8%  |

- 北海道は単体で地方を構成するため、東北地方と同日に行われた。
- 福井県は本来なら北陸地方であるが、近畿地方として扱われた。
- 沖縄県は単体で地方を構成するため、九州地方と同日に行われた。

関東地方・甲信越地方は全て8月12日に試験が行われ、以下のようなシステムが取られた。
- 東京都のみ独立問題
- 埼玉県・千葉県・神奈川県の南関東3県で統一問題
- 群馬県・栃木県・茨城県の北関東3県、山梨県・長野県・新潟県の甲信越3県、計6県で統一問題

都道府県によって合格率に大きな格差があるが、試験問題は『登録販売者試験の作成に関する手引き』より選定して試験問題を作成・出題され、都道府県別に難易度の格差が出ないよう配慮がなされることとなっている。しかし、全国最高合格率である神奈川県 (84.5%)と全国最低合格率である愛媛県 (36.9%)では、実に47.6ポイントの差があることから、試験難易度に差があったことがうかがえる。直近の合格率からいえる事は、年々試験の難易度が難化傾向にある。例えば、平成24年度の第1回試験では全国47都道府県中、合格率が60パーセントを超えたのは静岡県のみである（60.3パーセント）。合格率が50パーセントを上回っているのも三重県の59.8パーセントを筆頭とする17道県にとどまっており、半数以上の都府県が50パーセントを割り込んでいる。逆に最低合格率は千葉県の27.7パーセントであり、この合格率は最も問題が易しい（すなわち、最も合格率が高い）平成20年度の第1回試験で最低合格率を記録した愛媛県の36.9パーセントを9.2パーセントも下回っている（その他、埼玉県が28.8パーセント、鳥取県が29.2パーセントで合格率30パーセントを下回っている）。なお、試験問題（過去問含む）や解答並びに合格率等はほとんどの各都道府県の薬務関連のホームページで閲覧、印刷保存ができるようになっている。また各年度別の試験結果概要（全国版）は厚生労働省のホームページを参照の事。